# Frederik Rostgaard

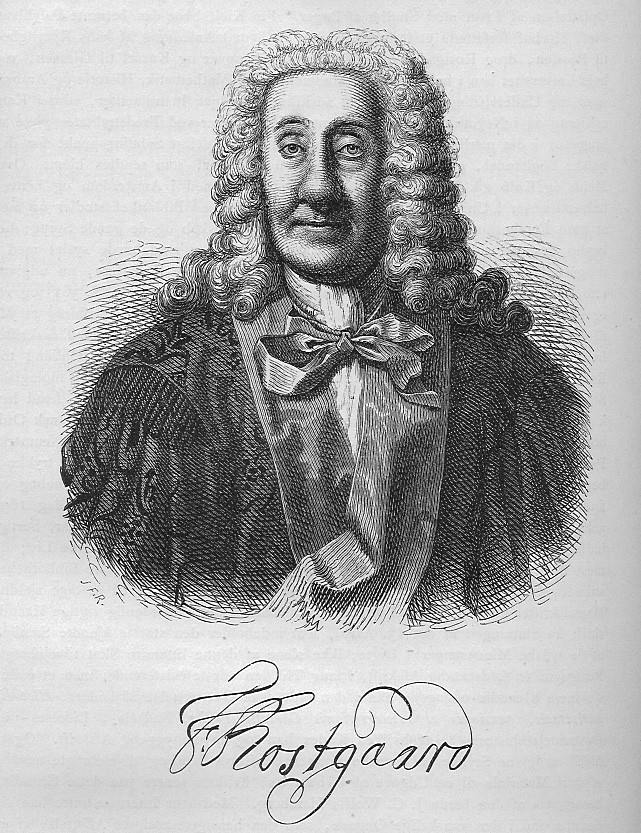
Frederik Rostgaard.

Frederik Rostgaard, född 8 november 1671, död 25 april 1745, var översekreterare i danska Kancelli och amtman. Han var kusin till Jens Rostgaard.

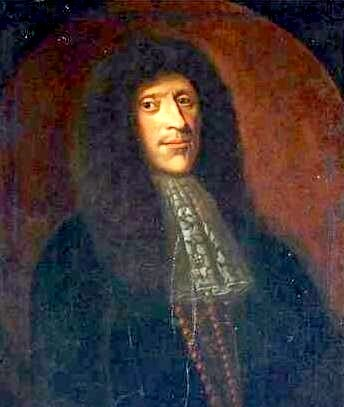
Hans Rostgaard.

Rostgaard var son till Hans Rostgaard (född 1625, död 1684), vilken under svensk-danska kriget 1658 vann rykte som modig och förslagen spejare och som en av ledarna vid försöket att återvinna Kronborg. Han blev student 1687 och gav sig 1690 ut på en vidsträckt utländsk resa, varunder han i synnerhet studerade språk och litteratur och förvärvade en rik samling böcker och handskrifter. 
Vid sin hemkomst 1699 kom han i kontakt med storkanslern Conrad Reventlow, vars oäkta dotter han gifte sig med 1703, och blev 1700 geheimearkivarie, ombesörjde editionen av Kongeloven 1709 och blev samma år därjämte assessor och 1720 justitiarius i Højesteret. Denna ställning utbytte han 1721 mot posten som översekreterare i danska kansliet, men redan 1725 fråndömdes honom bägge hans ämbeten, emedan han olagligt mottagit gåvor för visade tjänster. 
Redan 1727 togs han till nåder igen, blev amtman på Antvorskov (till 1730) och fick 1735 titeln konferensråd. Han utgav redan 1693 i Leiden en samling latinska dikter av Vitus Bering, Oluf Borch och andra danskar, översatte många tyska psalmer och är representerad med flera samlingar med översättningar från tyska till danska i bland andra Psalmebog for Kirke og Hjem. Han använde metoden att presentera de tyska texterna parallellt med de danska. Han samlade även ett stort material till en dansk ordbok och förberedde en edition av Anders Bordings dikter (1735) samt lämnade villigt hjälp till andras litterära arbeten. Däremot sveks de stora förväntningarna om hans egen litterära verksamhet då han ej själv utgav något.
Rostgaard fick stor uppmärksamhet för sin klagoskrift över Ludvig Holbergs Peder Paars, 1719. Detta hindrade dock ej, att han längre fram kom i gott förhållande till skalden och lämnade verksam hjälp till danska teatern. För en av Rostgaard anslagen penningsumma upprättades 1834 en "rostgaardiansk" professur i "fäderneslandets historia och fornkunskap". Bolle Willum Luxdorph utgav 1781 ett band "Rostgaardiana" (dikter med mera), och Christian Bruun författade 1870 Rostgaards levned.

## Psalmer
- Hvo ikkun Herren lader raade, översatt, 1694, Georg Neumarks Wer nur den lieben Gott lässt walten (Min själ och sinne, låt Gud råda)
- O hoved, højt forhånet översatt Paul Gerhardts psalm O Haupt voll Blut und Wunden (O huvud, blodigt, sårat)
- Jesus er mit liv i live översatt Ernst Christoph Homburgs psalm Jesu, meines Lebens Leben diktad 1659.
- Hvo ved, hvornår mit liv har ende översatt (1718) Juliane Æmilia af Schwarzburg-Rudolstadts psalmtext

Psalmsamlingar med översättningar från tyska till danska:
Nogle Aandelige Psalmer/ Af Tydsken paa Danske Oversatte ved den, Som ﬁnder I gudsfrygt og dyd Siælens største FRyd 1718. (R.'s initialer är inskjutna i titelns sista ord). 
- Dansk Oversættelse af Fire og Tredive Udvalde Tydske psalmer, Med et lidet Anhang af Fem Danske Psalmer, Sammensatte Og i Pennen forfattede af F.R. 1738.

- Dansk Oversættelse af Én og Fyrretive Udvalde Tydske Psalmer, med et lidet Anhang af Sex Danske Psalmer, Sammensatte Og i Pennen forfattede af F.R. 1742.